# Bernard Horst
Bernard Horst, vlastním jménem Otakar Poupa (15. února 1905 Most – 17. srpna 1979 Říčany) byl český spisovatel a nakladatelský redaktor. Pracoval jako železničář a železniční manažer, v letech 1952–1962 byl ředitelem Dopravního nakladatelství. Literárně činný byl od 1928, publikoval povídky a prózy, často z Rudohoří a z Podkrkonoší.